# Mikołaj Mielżyński
Mikołaj Mielżyński herbu Nowina (zm. ok. 1640) – kasztelan biechowski, kasztelan gnieźnieński.

## Rodzina
Ród Mielżyńskich herbu Nowina pochodził z Brudzewa. Syn Wojciecha, podkomorzego kaliskiego i Jadwigi Iwińskiej. Matka jego Jadwiga była córką starosty pobiedzkiego. Brat Krzysztofa, stolnika kaliskiego, Łukasza, kasztelana gnieźnieńskiego i Balcera, kanonika gnieźnieńskiego. Poślubił córkę Jakuba Rokossowskiego, podskarbiego nadwornego koronnego i kasztelana śremskiego. Z małżeństwa z Katarzyną Rokossowską urodziła się córka Anna, która została wybranką Przecława Pawła Leszczyńskiego, wojewody dorpackiego, kasztelana nakielskiego i śremskiego.

## Pełnione urzędy
Początkowo pełnił obowiązki stolnika kaliskiego od 1606 roku. W latach 1619–1627 piastował urząd kasztelana biechowskiego, następnie w 1627 awansował na stanowisko kasztelana gnieźnieńskiego po swym bracie Łukaszu.
Urząd pełnił do 1634 roku. W 1626 roku pełnił obowiązki marszałka Trybunału Głównego Koronnego.
Poseł województw poznańskiego i kaliskiego na sejm zwyczajny 1613 roku, na sejm 1618 roku, sejm 1620 roku i sejm 1621 roku, sejm 1625 roku i sejm zwyczajny 1626 roku.